# Балтакис, Альгимантас
Альги́мантас Балта́кис (лит. Algimantas Baltakis; 15 февраля 1930, Лялюнай, Утенский уезд — 13 марта 2022, Вильнюс) — советский и литовский поэт, литературный критик, переводчик. Народный поэт Литовской ССР (1986).

## Биография
Родился в местечке Лялюнай. Окончил гимназию в Каунасе (1949). В 1954 году окончил Вильнюсский государственный университет по специальности «литовский язык и литература». В 1952—1956 годах работал литературным сотрудником, затем заведующим отделом, потом ответственным секретарём в журнале «Тарибине мотерис» („Tarybinė moteris“; «Советская женщина»). Затем в 1956—1990 годах (с перерывами) в редакции литературного журнала «Пяргале» („Pergalė“; «Победа»), в 1964—1967 и в 1985—1989 годах — главный редактор журнала. С 1955 года член Союза писателей Литвы.
Жил в Вильнюсе.

## Награды и звания
- 1980, 15 февраля — Орден «Знак Почёта»[5]
- 1966 — Лауреат фестиваля «Весна поэзии».
- 1967 — Премия ЛКСМ Литвы за книгу «Странствующая гора» („Keliaujantis kalnas“).
- 1974 — Приз колхоза им. С. Нерис «За лучшее стихотворение года на деревенскую тему».
- 1976 — Заслуженный деятель искусств Литовской ССР
- 1986 — Народный поэт Литовской ССР[6]
- 2005 — Кавалер ордена «За заслуги перед Литвой»
- 2006 — Премия Правительства Литовской Республики в области культуры и искусства.

## Творчество
Выпустил, начиная с 1955 года, свыше двадцати сборников стихотворений, а также статей о литовской поэзии. Стихи Балтакиса переводились на латышский, русский языки. Переводил на литовский язык стихотворения Александра Блока, Расула Гамзатова, Ояра Вациетиса. Перевёл также стихотворения А. С. Пушкина «Д. В. Давыдову» («Тебе, певцу, тебе, герою!..»), «Движение» («Движенья нет, сказал мудрец брадатый...»), «Полководец» («У русского царя в чертогах есть палата...» ), «Пора, мой друг, пора! покоя сердце просит...», «Прозаик и поэт» («О чем, прозаик, ты хлопочешь?..»), «Элегия» («Безумных лет угасшее веселье...»)

### Издания
- Lietučiui dulkiant, eilėraščiai. (1955)
- Velnio tiltas, eilėraščiai. (1957)
- Keturios stygos, eilėraščiai. (1959)
- Mažosios poemos, eilėraščiai. (1963)
- Požeminės upės, eilėraščiai. (1967)
- Keliaujantis kalnas, eilėraščiai. (1967)
- Akimirkos, eilėraščiai. (1970)
- Stebuklinga žolė, eilėraščiai. (1971)
- Vabaliukų balius, eilėraščiai. (1972)
- Duona ir debesys, eilėraščiai. (1973)
- Poetų cechas, pastabos apie šiuolaikinę lietuvių poeziją. (1975)
- Dedikacijos, eilėraščiai. (1975)
- Priemiesčio berniokas, eilėraščiai. (1976)
- Upės ir tiltai, eilėraščiai. (1976)
- Strazdiškio elegijos, eilėraščiai. (1979)
- Maratonas, lyrikos rinktinė. (1980)
- Rinktiniai raštai, 2 t. (1983)
- Mudviejų vakaras, meilės lyrika (1986)
- Brolių valanda, vertimų rinktinė. (1986)
- Nepaklusnus šunytis, pastabos apie šiuolaikinius eilėraščius. (1989)
- Kas kur gyvena, poemėlė. (1989)
- Atodūsis, eilėraščiai. (1993)
- Apvirtę Grižulo ratai, eilėraščiai. (1994)
- Vienuolynas, eilėraščiai. (1998)
- Žvirblių žiemavietė, eilėraščiai. (2005)
- Pusryčiai dviese, meilės lyrika. (2005).